# Humidor

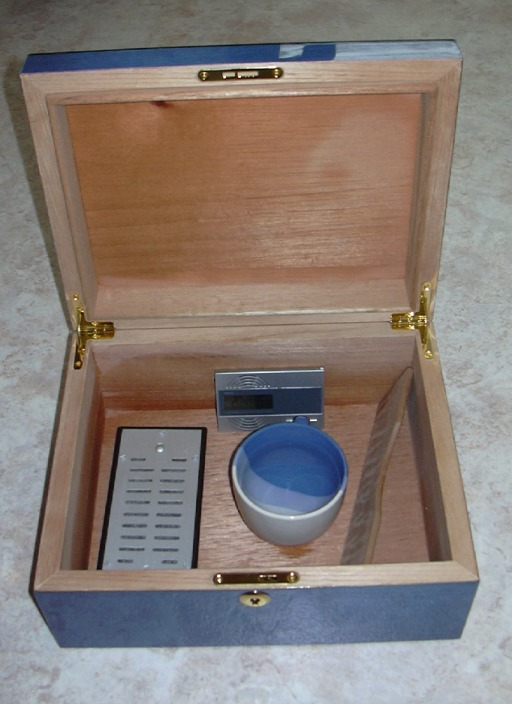
Humidor con igrometro e ciotola per l'acqua.

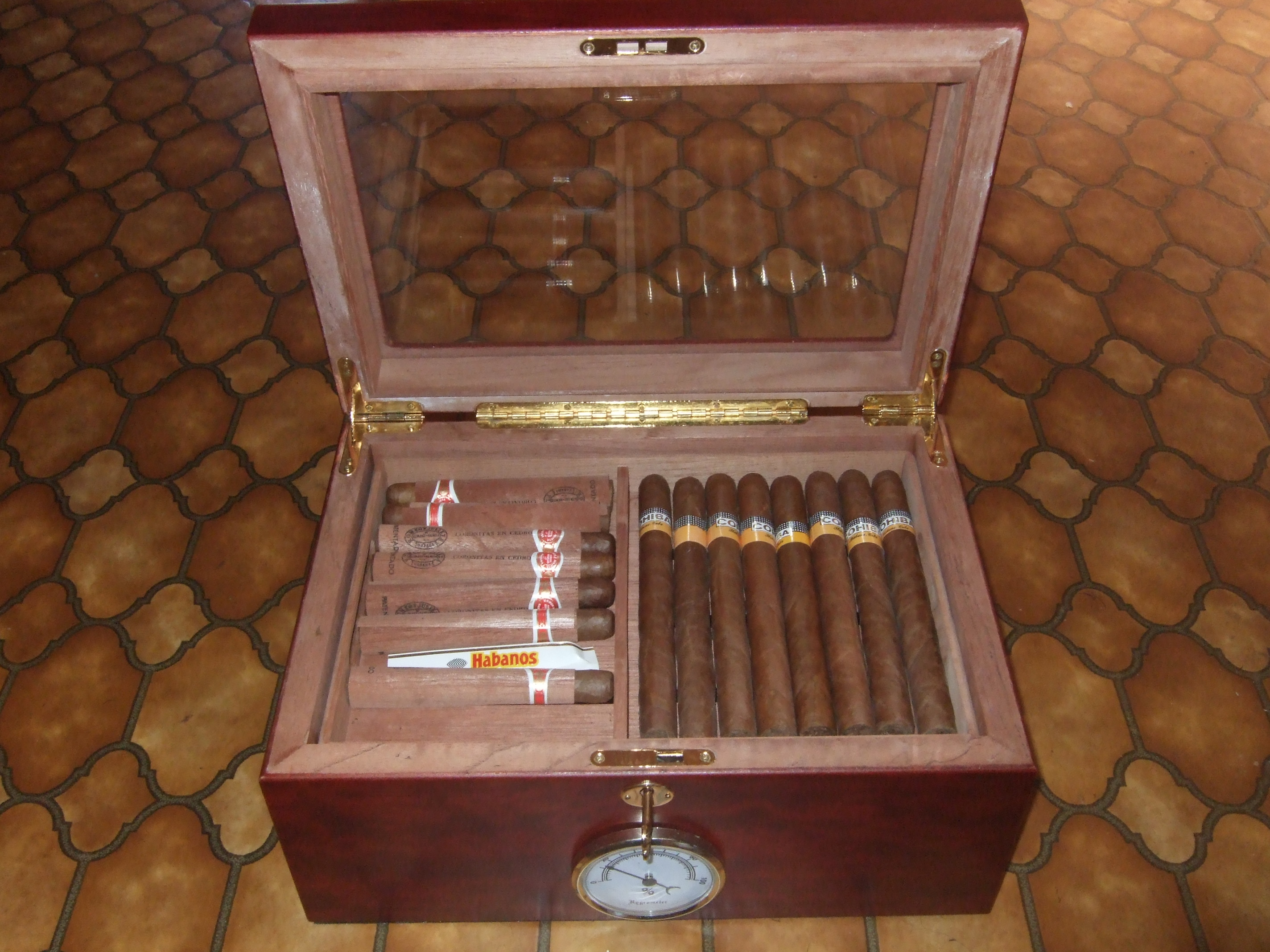
Humidor con sigari

Uno humidor /ˈhjuːmɪdɔː/  è una scatola a umidità controllata utilizzata per la conservazione di sigari, sigarette o tabacco da pipa. Troppa umidità o troppo poca possono essere dannose per i prodotti del tabacco; la funzione primaria dello humidor è quindi quella di mantenere un livello ottimale di umidità al'interno del prodotto e poi di evitare danni fisici e deterioramenti allo stesso. Ad uso privato, lo humidor è una piccola scatola di legno in grado di contenere diverse dozzine di sigari. Molti humidors utilizzano l'igrometro per monitorare i loro livelli di umidità.
Lo humidor viene utilizzato per verificare anche il livello di umidità di una palla da baseball da cui può dipendere la sua risposta poi sul campo, essendo realizzata esternamente in pelle. Questo fenomeno ad ogni modo è stato oggetto di discussioni.

## Tipologia

### Walk-in
Comune nelle tabaccherie e nei negozi specifici, consiste in una stanza dove vengono conservati i sigari ed i tabacchi.

### Cabinet
È solitamente un mobile che consente di contenere al proprio interno da 1000 ai 5000 sigari.

### Desktop
Il tipo più comune di humidor che consente di contenere da 25 ai 500 sigari in forma di scatola.

### Travel
Scatola da viaggio, portatile, che consente di contenere dai 2 ai 20 sigari.

## Costruzione
Gli humidor sono realizzati solitamente in legno anche se si possono utilizzare materiali come metallo o vetro. Fibra di carbonio, carburo di silicio e polietilene sono rari come materiali utilizzati. Al di là dell'estetica, il proposito principale di uno humidor deve rimanere quello di creare all'interno un microclima con un grado di umidità ideale.
L'interno è realizzato solitamente in cedro spagnolo, che dispone delle seguenti caratteristiche:
1. Aiuta a mantenere il grado di umidità interna.
2. Non si altera con sbalzi di umidità.
3. Dà un particolare aroma ai sigari, medesima ragione per cui molti sigari vengono avvolti in fogli di cedro spagnolo prima di essere venduti.
4. Respinge attacchi della Lasioderma serricorne che può mangiare il tabacco e depositarvi all'interno le proprie uova, causando ulteriori infestazioni. Per la medesima ragione gli humidors non devono superare i 20 °C.

Gli humidors possono essere realizzati anche a livello amatoriale. Possono variare in base ai materiali, per grandezza e per complessità di oggetti e servizi forniti.

## Mantenimento
Lo humidor ha bisogno di cure occasionali per poter mantenere le proprie condizioni ottimali. Il metodo migliore per poter mantenere il legno al livello di umidità relativa ottimale è porvi all'interno un contenitore di acqua distillata per 1-3 giorni.

### Umidità
Tutti gli humidor contengono un sistema umidificante permanente, che mantengono i sigari umidi. Senza lo humidor, nell'arco di 2 o 3 giorni, i sigari perdono rapidamente l'umidità ed il livelli di umidità generale intorno ad essi. L'umidità relativa di uno humidor si aggira attorno al 68-72%. Le preferenze dei fumatori infatti non prevedono che si vada oltre il 75% di umidità per la possibilità di svilupparsi di germi e parassiti.
La maggior parte degli elementi umidificanti sono passivi, rilasciati per evaporazione o diffusione. L'uso di una soluzione 50/50 di glicole propilenico e acqua distillata è raccomandato per mantenere solitamente l'umidità dell'aria interna alla scatola al 70%. L'uso del glicole propilenico è per le sue qualità antifungine e antibatteriche; l'acqua distillata viene utilizzata per la mancanza di minerali, additivi o batteri.
Si possono utilizzare anche degli umidificatori elettronici: un sensore misura l'umidità esterna ed automaticamente attiva il ventilatore che soffia sopra una spugna umida o in un contenitore d'acqua. Una volta raggiunto il livello di umidità ottimale il ventilatore si ferma. Gli umidificatori elettronici possono mantenere un livello più stabile di umidità.
Le palline di gel di silice, nota per togliere l'umidità da pacchi e contenitori, rappresenta una terza alternativa. Queste possono variare come capacità dal 65% al 72% di umidità. Richiedono unicamente acqua distillata ove necessario in quanto il glicole propilenico potrebbe danneggiarle.

### Temperatura
Uno humidor non deve mai essere esposto alla luce diretta del sole. Per prevenire danni ai sigari ed il deposito di uova di insetti la temperatura interna deve essere mantenuta sotto i 25 °C e sotto una umidità relativa del 75%.